# Merry Anders
Pour les articles homonymes, voir Anders.
Merry Anders, née Mary Helen Anderson le 22 mai 1932 à Chicago dans l'Illinois et morte le 28 octobre 2012 dans le quartier d'Encino à Los Angeles en Californie, est une mannequin et actrice américaine. Sous contrat avec la 20th Century Fox de 1951 à 1954, elle a par la suite pris part à de nombreux films au cours des années 1950 et 1960 et est apparue comme invitée dans de nombreux épisodes de séries télévisées au cours de la même période, avant de se retirer en 1972.

## Biographie
Elle naît à Chicago dans l'Illinois en 1932. Elle est la fille unique de Charles, un entrepreneur, et Helen Anderson. Ses parents ont des origines allemandes, irlandaises et suédoises. En 1949, elle s'installe avec sa mère à Los Angeles. Étudiante à la John Burroughs High School (en) (l'équivalent du lycée en France) à Burbank, elle rencontre l'ancienne actrice Rita LeRoy qui l'encourage à devenir mannequin. Tout en travaillant comme modèle junior, elle s'inscrit à la Ben Bard Playhouse tenu par l'acteur Ben Bard. Elle est alors remarquée par la société de production cinématographique 20th Century Fox qui lui fait signer un contrat en 1951.
Elle débute au cinéma la même année dans le film musical Une fille en or (Golden Girl) de Lloyd Bacon consacrée à la comédienne Lotta Crabtree (en). Elle obtient au cours des deux années suivantes des rôles mineurs et de figurations dans plusieurs productions de la 20th Century Fox et est libérée de son contrat en 1954.
Elle rejoint ensuite le casting de la série télévisée The Stu Erwin Show (en) en remplacement de l'actrice Ann Todd. Elle reprend son rôle, celui de la fille de Stuart Erwin et June Collyer et participe à la dernière saison de la série. Pour la CBS, elle joue dans la série It's Always Jan avec Janis Paige. Faute d'audience, la série est annulée après une saison. Mère d'une fille en 1956, elle fait son retour lors d'une tournée sur la côte ouest avec le rôle-titre de la comédie Will Success Spoil Rock Hunter? popularisée par Jayne Mansfield avant elle.
En 1957, elle décroche plusieurs rôles au cinéma. Abner Biberman la fait jouer dans le film noir The Night Runner aux côtés de Ray Danton, Colleen Miller et Willis Bouchey. Elle apparaît également dans la comédie romantique Une femme de tête (Desk Set) de Walter Lang, joue dans deux productions de Fred F. Sears, participe au premier film de David Lowell Rich, No Time to Be Young (en) et joue dans un western parodique pour Reginald Le Borg, The Dalton Girls (en). Elle est surtout remarquée pour son rôle dans la comédie Hear Me Good (en) de Don McGuire avec Hal March et Joe E. Ross.
À la télévision, elle est l'une des actrices principales de la série télévisée How to Marry a Millionaire (en) basé sur le film à succès Comment épouser un millionnaire (How to marry a Millionnaire) de Jean Negulesco sortit en 1953. Dans ce même film, Anders y jouait un rôle de figuration au début de sa carrière. À la suite du succès de la première saison, une deuxième est produite, mais l'ensemble n'est pas prolongée. À partir de 1957, elle participe également à une autre série télévisée, Sugarfoot, ou elle joue le rôle de Katie Brannigan, la fille de l'ancien shériff de la ville remplacé par Tom Brewster (Will Hutchins). L'année suivante, elle prend part au film d'aventures Violent Road (en) d'Howard W. Koch, un remake du célèbre film d'Henri-Georges Clouzot, Le Salaire de la peur.
Dans les années soixante, elle apparaît comme invitée dans de nombreux épisodes de séries télévisées populaires de l'époque, comme Bonanza, Michael Shayne, Alfred Hitchcock présente (Alfred Hitchcock Presents), Le Virginien (The Virginian), Max la Menace (Get Smart), Perry Mason, Maverick, Intrigues à Hawaï (Hawaiian Eye) ou 77 Sunset Strip. Elle tient également un rôle récurrent dans le soap-opera pour adolescents Never Too Young (en) puis incarne une policière dans la série Dragnet 1967 de Jack Webb.
Au cinéma, elle incarne notamment en 1960 le personnage de la hors-la-loi Belle Starr dans le western Young Jesse James (en) de William F. Claxton. La même année, George Blair la malmène dans le film d'horreur Magie noire. Elle tourne plusieurs films pour le réalisateur Edward L. Cahn, dont La Belle et la Bête (Beauty and the Beast) adapté du conte La Belle et la Bête ou Secret of Deep Harbor (en), un remake du drame Le Long des quais (I cover the Waterfront) de James Cruze. Maury Dexter lui confie lui aussi plusieurs rôles dans des films à petits budgets, comme celui d'une infirmière dans le drame policier Police Nurse (en). Dans le western Feu sans sommation (The Quick Gun), Sidney Salkow lui offre une histoire d'amour avec Audie Murphy. En 1965, elle donne la réplique à Elvis Presley et Julie Adams dans la comédie musicale Chatouille-moi (Tickle Me) de Norman Taurog. En 1966, elle est à l'affiche du film de science-fiction Women of the Prehistoric Planet (en) d'Arthur C. Pierce (en).
Sa carrière ralentit à la fin des années 1960. Pour compléter ses revenus, elle devient réceptionniste pour Litton Industries. Elle joue le rôle non-créditée d'une passagère de l'avion de Dean Martin dans le film catastrophe Airport de George Seaton et participe au film d'horreur Blood Legacy (en) de Carl Monson avec le prolifique John Carradine, Faith Domergue, Jeff Morrow et John Russell. Elle tourne enfin un double épisode pour la série Gunsmoke. Anders met fin à sa carrière en 1972 et devient coordinatrice des relations clients chez Litton Industries.
Elle prend sa retraite en 1994 et décède en 2012 dans le quartier d'Encino à Los Angeles en Californie à l'âge de 80 ans.

## Filmographie

### Au cinéma
- 1951 : Une fille en or (Golden Girl) de Lloyd Bacon
- 1952 : Six filles cherchent un mari (Belles on their Toes) d'Henry Levin
- 1952 : Wait Till the Sun Shines, Nellie d'Henry King
- 1952 : Les Misérables de Lewis Milestone
- 1953 : Titanic de Jean Negulesco
- 1953 : La Jolie Batelière (The Farmer Takes a Wife) d'Henry Levin
- 1953 : Comment épouser un millionnaire (How to marry a Millionnaire) de Jean Negulesco
- 1954 : La Fontaine des amours (Three Coins in the Corner) de Jean Negulesco
- 1954 : La Princesse du Nil (Princess of the Nile) de Harmon Jones
- 1954 : Phffft! de Mark Robson
- 1955 : Tout ce que le ciel permet (All That Heaven Allows) de Douglas Sirk
- 1957 : The Night Runner de Abner Biberman
- 1957 : Une femme de tête (Desk Set) de Walter Lang
- 1957 : Calypso Heat Wave de Fred F. Sears
- 1957 : No Time to Be Young (en) de David Lowell Rich
- 1957 : Death in Small Doses (en) de Joseph M. Newman
- 1957 : Escape from San Quentin (en) de Fred F. Sears
- 1957 : Hear Me Good (en) de Don McGuire
- 1957 : The Dalton Girls (en) de Reginald Le Borg
- 1958 : Violent Road (en) de Howard W. Koch
- 1960 : Magie noire de George Blair
- 1960 : Five Bold Women de Jorge López Portillo
- 1960 : Young Jesse James (en) de William F. Claxton
- 1960 : The Walking Target (en) d'Edward L. Cahn
- 1960 : Spring Affair de Bernard B. Ray
- 1961 : The Police Dog Story (en) d'Edward L. Cahn
- 1961 : The Gambler Wore a Gun (en) d'Edward L. Cahn
- 1961 : When the Clock Strikes (en) d'Edward L. Cahn
- 1961 : 20,000 Eyes (en) de Jack Leewood
- 1961 : Secret of Deep Harbor (en) d'Edward L. Cahn
- 1962 : Opération F.B.I à Cap Canavéral (FBI Code 98) de Leslie H. Martinson
- 1962 : Air Patrol (en) de Maury Dexter
- 1962 : Patty de Leo A. Handel
- 1962 : La Belle et la Bête (Beauty and the Beast) d'Edward L. Cahn
- 1963 : House of the Damned (en) de Maury Dexter
- 1963 : Police Nurse (en) de Maury Dexter
- 1964 : Raiders from Beneath the Sea de Maury Dexter
- 1964 : Les Pas du tigre (A Tiger Walks) de Norman Tokar
- 1964 : Feu sans sommation (The Quick Gun) de Sidney Salkow
- 1964 : The Time Travelers (en) d'Ib Melchior
- 1965 : Furie sur le Nouveau-Mexique (Young Fury) de Christian Nyby
- 1965 : Chatouille-moi (Tickle Me) de Norman Taurog
- 1966 : Women of the Prehistoric Planet (en) d'Arthur C. Pierce (en)
- 1970 : Airport de George Seaton
- 1971 : Blood Legacy (en) de Carl Monson

### À la télévision

#### Séries télévisées
- 1954 : Public Defender, un épisode
- 1954 : The Ford Television Theatre, un épisode
- 1954 – 1955 : The Stu Erwin Show (en), vingt-six épisodes
- 1955 : TV Reader's Digest, un épisode
- 1955 – 1956 : It's Always Jan
- 1956 : The Millionaire, un épisode
- 1957 : La Flèche brisée (Broken Arrow), un épisode
- 1957 : Cheyenne, un épisode
- 1957 – 1959 : How to Marry a Millionaire (en)
- 1957 – 1961 : Sugarfoot
- 1958 : Decision, un épisode
- 1958 - 1962: 77 Sunset Strip, quatre épisodes
- 1959 : State Trooper, un épisode
- 1959 : Mike Hammer (Mickey Spillane's Mike Hammer), un épisode
- 1959 : Tales of Wells Fargo, un épisode
- 1959 : The Ann Sothern Show, un épisode
- 1959 : Richard Diamond, Private Detective, un épisode
- 1959 : The Real McCoys, un épisode
- 1960 : Bonanza, un épisode
- 1960 : Cheyenne, un épisode
- 1960 - 1961: Maverick, quatre épisodes
- 1960 - 1962: Intrigues à Hawaï (Hawaiian Eye), quatre épisodes
- 1961 : Westinghouse Preview Theatre, un épisode
- 1961 : Bronco, deux épisodes
- 1961 : Letter to Loretta, un épisode
- 1961 : Surfside 6, un épisode
- 1961 : The Case of the Dangerous Robin, deux épisodes
- 1961 : Bringing Up Buddy, un épisode
- 1961 : Michael Shayne, un épisode
- 1961 : Alfred Hitchcock présente (Alfred Hitchcock Presents), saison sept, épisode trois
- 1961 : Ichabod and Me, un épisode
- 1961 : The Bob Cummings Show, un épisode
- 1961 - 1964: Perry Mason, trois épisodes
- 1962 : Straightaway, un épisode
- 1962 : Les Aventuriers du Far West (Death Valley Days), deux épisodes
- 1963 : The Jack Benny Program, un épisode
- 1963 : The Joey Bishop Show, deux épisodes
- 1964 : Arrest and Trial, deux épisodes
- 1964 : Le Virginien (The Virginian), un épisode
- 1964 : La Famille Addams (The Addams Family), un épisode
- 1965 - 1966 : Never Too Young (en), onze épisodes
- 1966 : Max la Menace (Get Smart), un épisode
- 1967 - 1968 : Dragnet 1967, sept épisodes
- 1967 - 1968 : Lassie, quatre épisodes
- 1971 : Gunsmoke, deux épisodes

## Sources
- (en) Tom Weaver, Double Feature Creature Attack : A Monster Merger of Two More Volumes of Classic Interviews, Jefferson, McFarland, 2003, 728 p. (ISBN 978-0-7864-1366-9), p. 1 à 16.
- (en) Boyd Magers et Michael G. Fitzgerald, Westerns Women : Interviews With 50 Leading Ladies Of Movie And Television Westerns From The 1930s To The 1960s, Jefferson, McFarland, 2004, 288 p. (ISBN 978-0-7864-2028-5, lire en ligne), p. 12 à 23.